# Program radomski
Program radomski – program Polskiej Partii Socjalistycznej uchwalony 2 lutego 1937 r. na jej XXIV Kongresie w Radomiu.
Program nawiązywał do postulatów społeczno-ekonomicznych zapadłych na XXIII Kongresie w 1934 r. Odrzucał reformistyczną tezę o stopniowej ewolucji kapitalizmu w kierunku ustroju socjalistycznego. Głosił potrzebę podjęcia bezpośredniej walki o obalenie systemu kapitalistycznego oraz utworzenie gospodarki socjalistycznej, realizowanej następnie przez rząd robotniczo-chłopski. Program radomski stwierdzał, iż: „[…] Socjalizm przestał być tylko celem, stał się zadaniem praktycznym”.
Program przebudowy ustroju społeczno-ekonomicznego, który miał być realizowany po zdobyciu władzy przez rząd robotniczo-chłopski, przewidywał:
1. wywłaszczenie i uspołecznienie wielkich i kluczowych warsztatów pracy będących podstawą gospodarki narodowej oraz udział robotników i pracowników w zarządzaniu zakładami zarówno przejętymi przez państwo, samorząd terytorialny, spółdzielczość pracy, jak i tymi, które zamierzano pozostawić w rękach prywatnych,
2. ustanowienie państwowego monopolu handlu zagranicznego,
3. likwidację wpływów kapitałów obcych,
4. złamanie władzy kapitału finansowego przez uspołecznienie banków oraz utworzenie państwowego banku emisyjnego,
5. uspołecznienie handlu hurtowego oraz popieranie spółdzielczych form dystrybucji towarów,
6. pomoc i opiekę dla rzemiosła przy jednoczesnym rozwijaniu spółdzielczych form drobnej wytwórczości.
Program XXIV Kongresu PPS, wysuwając na pierwszy plan postulat uspołecznienia, nie precyzował dokładnie roli państwa socjalistycznego w życiu gospodarczym. Kwestię tę próbował rozwinąć Mieczysław Niedziałkowski na łamach „Robotnika”. W swojej interpretacji radomskiego programu PPS dowodził, iż partia dąży do zastąpienia anachronicznej gospodarki liberalno-kapitalistycznej, gospodarką planową, kierowaną przez państwo w interesie całości. Rola państwa polegać miała na wywłaszczeniu bez odszkodowania wielkiej własności kapitalistycznej oraz na ujęciu w swoje ręce kierownictwa produkcji i podziału dóbr w ramach stworzonego przez siebie planu gospodarczego. Planowaniem gospodarczym miała być również objęta drobna wytwórczość w mieście i na wsi.